# هارييت نيويل
هارييت نيويل (بالإنجليزية: Harriet Newell)‏ هي مبشرة وكاتِبة أمريكية، ولدت في 1 أكتوبر 1793 في هافر هيل في الولايات المتحدة، وتوفيت في 30 نوفمبر 1812 في موريشيوس.